# Eduardo García Martínez
Eduardo García Martínez (Madrid, 30 de abril de 1992), conocido por su nombre artístico Dudu, es un rapero y actor de televisión y cine español, popular por los papeles de Josemi en Aquí no hay quien viva y Fran en La que se avecina y por ser miembro del grupo de rap "LFAM".

## Biografía
Sus comienzos en la interpretación fueron duros, en el colegio cuando su madre le apuntó al grupo de actuación, a él no le gustó la idea por lo que decidió dejarlo, pero aun así su profesora le dijo que tenía talento y su madre le llevó a varias audiciones de anuncios y de series.
Finalmente consiguió tener papel fijo en 2003 con la serie de Antena 3 Un lugar en el mundo pero la serie estuvo poco tiempo en la parrilla debido a su baja audiencia. Sin embargo, se dio a conocer por el gran público gracias a la serie de la misma cadena Aquí no hay quien viva en la que interpretó a José Miguel Cuesta Hurtado, hijo pequeño del presidente de la comunidad y su mujer de Desengaño 21. Tiene mentalidad superior a la de su edad y tiene como mejores amigos a los integrantes del grupo del videoclub.
En 2005 hizo su primer papel en cine en Torrente 3: El protector donde dio vida al policía a los 13 años. El papel lo consiguió gracias al hecho de haber conocido al director Santiago Segura en el primer episodio de la serie de Antena 3 Aquí no hay quien viva, llamado "Érase una mudanza" donde le comentó que era fan del personaje. A Segura le gustó la forma de "gamberrete" que mostraba en la serie por lo que decidió darle esa oportunidad.
Un año más tarde participó en La máquina de bailar donde interpreta uno de los integrantes que quiere ganar el concurso del videojuego Dance Dance Revolution. Este actor tuvo que estar dos meses ensayando las coreografías de la película.
Con la compra por 11 millones de euros del 15% de la productora de José Luis Moreno por parte de Telecinco se dio por finalizada Aquí no hay quien viva y se estrenó la versión titulada La que se avecina en la que el actor también participó pero con menos apariciones que en Aquí no hay quien viva. En esta serie interpretó a Francisco Javier Pastor, adolescente problemático que finalmente abandonó la ficción en la séptima temporada. Mientras trabajó en la serie de Telecinco participó esporádicamente en La hora de José Mota dando vida a "El tío de la vara" en su juventud en el episodio Miedos y fobias al igual que en El internado.

## Carrera musical
Tras abandonar su carrera de actor para dedicarse al mundo de la música como rapero su tema de "Los Burlaos" se hizo viral, especialmente tras los vídeos de reacción del youtuber Auronplay.
Eduardo García Martínez volvió a ser protagonista por un nuevo tema en el que hablaba de lo malo y duro que supuso para él ser actor de serie de mucho éxito siendo un niño: ‘Parador de Valdesquí’.
En ese tema arremetía muy fuerte contra Alberto Caballero, productor y guionista de la serie, al que llama explotador y mujeriego, entre otros descalificativos. 

Jornadas de 24 horas aun siendo menor de edad, y no me disteis las gracias y de horas extras mejor ni hablar, otro te hubiera denunciado, toda la pasta te habría sacado

También criticaba al actor Fernando Tejero, al que afeaba que usara una frase suya -a modo de burla- en la última temporada de La que se avecina. Y es que Tejero subió a su Instagram vídeo con el extracto del capítulo en el que su personaje Fermín Trujillo decía la frase en cuestión "This is the jungle nigga".
En 2019 publicó su primer y único álbum hasta la fecha bajo el nombre de Gnosis. Este álbum contó con la participación del rapero Charflex y los productores Blbonthebeat y Lowbeats.

## Filmografía

### Cine
| Películas | Películas                | Películas                 | Películas        |
| Año       | Título                   | Papel                     | Nota             |
| --------- | ------------------------ | ------------------------- | ---------------- |
| 2006      | La máquina de bailar     | Óscar                     | Papel secundario |
| 2005      | Torrente 3: El protector | José Luis Torrente (niño) | Papel secundario |

### Televisión
| Series    | Series                 | Series                                   | Series                                         |
| Año       | Título                 | Papel                                    | Notas                                          |
| --------- | ---------------------- | ---------------------------------------- | ---------------------------------------------- |
| 2009      | La hora de José Mota   | El Tío La Vara de pequeño                | Papel secundario                               |
| 2007-2013 | La que se avecina      | Francisco Javier "Fran" Pastor Madariaga | Papel principal, 78 capítulos (Temporadas 1-6) |
| 2003-2006 | Aquí no hay quien viva | José Miguel "Josemi" Cuesta Hurtado      | Papel principal, 82 capítulos (Temporadas 1-5) |
| 2003      | Un lugar en el mundo   | Javi                                     | Papel secundario                               |
| 2001      | Cuéntame cómo pasó     |                                          | Papel esporádico (capítulo 12)                 |

## Cronología Musical
| Año  | Título                                                               |
| ---- | -------------------------------------------------------------------- |
| 2014 | DUDU NY RULES PROD LOW BEATS                                         |
| 2014 | ROCKIN DUALDO                                                        |
| 2014 | DUDU A DIARIO PROD. LOWBEATS                                         |
| 2014 | DUDU BEEF HEATHER B OVER                                             |
| 2014 | DUDU & LIL DOGG - DEMOCRACY PROD. LOWBEATS                           |
| 2014 | DUDU - PRINCE LOVERS PROD. LOWBEATS                                  |
| 2014 | DUDU - UN DIA MAS PROD. LOWBEATS                                     |
| 2015 | CHARFLEX-BURLAOS FT.DUDU                                             |
| 2015 | CHARFLEX X DUDU - DONT TALK BULLSHIT                                 |
| 2015 | KINDER MALO & PIMP FLACO X DUDU & CHARFLEX - TATEKIETO PROD.LOWBEATS |
| 2015 | DUDU - Computers Remix ft. CHARFLEX                                  |
| 2015 | DUDU X CHARFLEX - 2016 PROD.LOWBEATS                                 |
| 2016 | DUDU - SECRETOS A VOCES PROD.LOWBEATS                                |
| 2016 | DUDU X CHARFLEX - I DONT LIKE YOUR GANG PROD.JEEZYBEATS              |
| 2016 | CHARFLEX X DUDU - LUCKY STRIKE BOY PROD.LOWBEATS                     |
| 2016 | CHARFLEX X DUDU - NEIGHBORHOOD WARRIORS PROD.LOWBEATS                |
| 2016 | LIL DOGG X CHARFLEX X DUDU - TRIPPIN' PROD.LOWBEATS                  |
| 2016 | DUDU X CHARFLEX - COLD CORNER PROD.PEBENS BEATS                      |
| 2016 | DUDU X CHARFLEX - GANG BANGER PROD.PEBENS BEATS                      |
| 2016 | DUDU - PARADOR DE VALDESQUI PROD.LOWBEATS                            |
| 2017 | CHARFLEX X DUDU - RATOLAND PROD. @BLBONTHEBEAT                       |
| 2017 | DUDU - BLUNTS COME OUT                                               |
| 2018 | DUDU - UNA CARTA... PROD. @BLBONTHEBEAT                              |
| 2018 | DUDU - VERDADES PROD. @BLBONTHEBEAT                                  |
| 2018 | DUDU X CHARFLEX - BIEN JODIDO PROD. @BLBONTHEBEAT                    |
| 2018 | DUDU - REAL SANTA PROD. @BLBONTHEBEAT                                |
| 2019 | DUDU X CHARFLEX - ROTTEN PROD.LOWBEATS                               |
| 2019 | DUDU - THE TEACHER PROD.LOWBEATS                                     |
| 2019 | DUDU & CHARFLEX - GNOSIS PROD. BY BLBONTHEBEAT                       |
| 2019 | DUDU & CHARFLEX - 666 PROD. BY BLBONTHEBEAT                          |
| 2019 | DUDU & CHARFLEX - WTF PROD. BY BLBONTHEBEAT                          |
| 2019 | DUDU & CHARFLEX - BACK 90'S PROD. BY BLBONTHEBEAT                    |
| 2019 | DUDU & CHARFLEX - HOODBOYS PROD. BY BLBONTHEBEAT                     |
| 2019 | DUDU - LGP PROD. BY LOWNEATS                                         |
| 2019 | DUDU & CHARFLEX - GHOST MEN PROD. BY BLBONTHEBEAT                    |
| 2019 | DUDU & CHARFLEX - ROTTEN PROD. BY LOWBEATS                           |
| 2019 | DUDU - WHITE TEE BOY PROD.BLBONTHEBEAT                               |
| 2020 | DUDU - CODE OF THE STREETS PROD. @BLBONTHEBEAT                       |